# 潤花
潤花（日语：／，1997年9月19日—），前寶塚歌劇團宙組主演娘役。出生於北海道旭川市。曾就讀於旭川藤女子高等学校。身高165公分。暱稱「かの」、「じゅんはな」、「じゅんじゅん」。

## 簡介
- 2014年，進入寶塚音樂學校。
- 2016年，以第32名成績進入寶塚歌劇團，為第102期生。同期生包括舞空瞳(前星組主演娘役)、春乃さくら(現宙組主演娘役)，初舞台為星組公演「こうもり／THE ENTERTAINER!」，之後分配於雪組。
- 2017年，在望海風斗和真彩希帆的大劇場披露目公演『ひかりふる路 ～革命家、マクシミリアン・ロベスピエール〜(光照之路〜革命家馬克西米連·羅伯斯比〜)』新人公演首次擔任女主角，之後又在三次新人公演中擔任女主角。
- 2019年，在寶塚Bow Hall 雪組公演「PR×PRince」，首次擔任Bow Hall主演。同年在KAAT神奈川藝術劇場、梅田藝術劇場 雪組公演「ハリウッド・ゴシップ」，首次擔任東上(東京特別演出)主演。
- 2020年，在梅田藝術劇場 雪組公演「炎のボレロ(炎之波麗露)」中擔任女主角，本來預定要全國巡迴演出，後來因為新冠肺炎疫情擴大，改以梅田藝術劇場公演代替，在這場公演千秋樂翌日，於9月7日組替至宙組。
- 2021年2月21日就任宙組主演娘役，為真風涼帆的第二任相手，大劇場披露目為『シャーロック・ホームズ (夏洛克·福爾摩斯)／Délicieux!』
- 2023年6月11日，在東京寶塚劇場宙組公演「カジノ・ロワイヤル(皇家賭場～我的名字是龐德)」千秋樂後，和真風涼帆一起退團。
- 2023年7月27日，宣布成為Amuse經紀公司旗下藝人；但於2025年3月31日宣布離開Amuse經紀公司。

## 主要演出

### 初舞台
- 2016年3-4月，寶塚大劇場 星組『こうもり』『THE ENTERTAINER!』

### 雪組時代
- 2016年10-12月 『私立探偵ケイレブ・ハント(私家偵探迦勒‧亨特)』『Greatest HITS!』
- 2017年2月 寶塚Bow Hall 『New Wave!-雪-』
- 2017年4-7月 『幕末太陽傳（ばくまつたいようでん）』新人公演 飾演：女郎おてつ (正式公演:白峰ゆり)『Dramatic “S”!』
- 2017年8-9月 日本青年館、梅田藝術劇場『CAPTAIN NEMO』飾演：ラニ-
- 2017年11-2018年2月 『ひかりふる路 ～革命家、マクシミリアン・ロベスピエール〜(光照之路〜革命家馬克西米連·羅伯斯比〜)』新人公演 飾演：マリー=アンヌ (正式公演:真彩希帆) 『SUPER VOYAGER!』 ＊首次擔任新人公演女主角
- 2018年3-4月 『誠の群像 (誠之群像) 』飾演：お君／大原女 『SUPER VOYAGER!』 (全國巡迴公演)
- 2018年6-9月 『凱旋門』飾演：オットー ，新人公演 飾演：ジョアン・マヅー (正式公演:真彩希帆) 『Gato Bonito!!』 ＊新人公演女主角
- 2018年11-2019年2月 『ファントム(魅影)』飾演：メグ，新人公演 飾演：ソレリ (正式公演:彩みちる)
- 2019年3-4月 寶塚Bow Hall 『PR×PRince』飾演：エル ＊首次擔任Bow Hall公演女主角
- 2019年5-9月 『壬生義士伝 (壬生義士傳)』新人公演 飾演：みつ (正式公演:朝月希和)
- 2019年10月 KAAT神奈川藝術劇場 、梅田藝術劇場『ハリウッド・ゴシップ』飾演：エステラ・バーンズ ＊首次擔任東上公演(東京特別演出)女主角
- 2020年1-2月 寶塚大劇場『ONCE UPON A TIME IN AMERICA（ワンス アポン ア タイム イン アメリカ）(四海兄弟)』飾演：エミリー／ロックン 新人公演 飾演：デボラ(黛博拉) (正式公演:真彩希帆) ＊新人公演女主角
- 2020年2-3月 東京寶塚劇場 『ONCE UPON A TIME IN AMERICA（ワンス アポン ア タイム イン アメリカ）(四海兄弟)』飾演：エミリー／ロックン
- 2020年8-9月 梅田藝術劇場 『炎のボレロ(炎之波麗露)』飾演：カテリーナ・ドロレス 『Music Revolution!-New Spirit-』＊擔任公演女主角

### 宙組時代
- 2020年11月-2021年2月 『アナスタシア(真假公主—安娜塔西亞)』飾演：マリア(瑪麗亞女大公)/ オデット

### 宙組主演娘役時代
- 2021年4月 東京建物 Brillia HALL『Hotel Svizra House (ホテル スヴィッツラ ハウス)』飾演：ニーナ・デュボワ  ＊主演娘役批露目公演
- 2021年6-9月 『シャーロック・ホームズ-The Game Is Afoot!- （夏洛克·福爾摩斯-The Game Is Afoot!-）』飾演：アイリーン・アドラー (艾琳·艾德勒) ＊主演娘役大劇場批露目公演
- 2021年11-12月 『バロンの末裔 (男爵的後裔)』飾演：キャサリン 『アクアヴィーテ（aquavitae）!!』 (全國巡迴公演)
- 2022年2-5月 『NEVER SAY GOODBYE』 飾演：キャサリン・マクレガー／ペギー・マクレガー
- 2022年6月 東京ガーデンシアター(東京花園劇場)『FLY WITH ME（フライ ウィズ ミー）』
- 2022年8-11月 『HiGH&LOW-THE PREQUEL-』飾演：カナ 『Capricciosa（カプリチョーザ）(卡布里喬沙)!!』
- 2023年1月 東京國際論壇『MAKAZE IZM』(真風涼帆演唱會特別公演)
- 2023年3-6月 『カジノ・ロワイヤル〜我が名はボンド〜(皇家賭場~我的名字是龐德~)』 飾演：デルフィーヌ ＊退團公演

### 活動演出
- 2018年12月 タカラヅカスペシャル2018 (Takarazuka special 2018)『Say! Hey! Show Up!!』
- 2019年12月 タカラヅカスペシャル2019 (Takarazuka special 2019)『Beautiful Harmony』

## 外部連結
- 潤花日文維基  （页面存档备份，存于）
- Amuse公司潤花的介紹頁面 （页面存档备份，存于）
- 潤花官方instagram （页面存档备份，存于）
- 東京都會電視台網站潤花簡介宝塚カフェブレイク登場人物潤花，存档于Archive.today（存檔日期 20250422）